# Souzoun
Souzoun (en russe : Сузун) est une commune urbaine de Russie de type bourg ouvrier qui est située dans l'oblast de Novossibirsk. C'est le siège administratif du raïon et de la municipalité du même nom.

## Géographie
Souzoun se trouve au bord de la Nijni Souzoun au sud de l'oblast de Novossibirsk, à 150 km à vol d'oiseau de Novossibirsk.

## Histoire
La localité est connue depuis 1764.

## Population
Recensements (*) et estimations de la population,,:
| 1959*  | 1970*  | 1979*  | 1989*  | 2002*  | 2010*  |
| ------ | ------ | ------ | ------ | ------ | ------ |
| 13 778 | 13 024 | 13 866 | 15 500 | 15 565 | 15 364 |

| 2012   | 2013   | 2014   | 2015   | 2016   | 2017   |
| ------ | ------ | ------ | ------ | ------ | ------ |
| 15 330 | 15 411 | 15 446 | 15 563 | 15 550 | 15 491 |

| 2018   | 2019   | 2020   | 2021*  | - | - |
| ------ | ------ | ------ | ------ | - | - |
| 15 577 | 15 389 | 15 433 | 15 482 | - | - |